# Partido Trabalhista Escocês
O Partido Trabalhista Escocês (em inglês: Scottish Labour Party; em escocês gaélico: Pàrtaidh Làbarach na h-Alba; em scots: Scots Labour Pairty) é um partido político da Escócia.
Fundado em 1900, os trabalhistas escoceses tornaram-se, em 1906, o partido irmão do Partido Trabalhista na Escócia. 
A nível eleitoral, a partir da década de 1920, o partido tornou-se o mais popular na Escócia, sendo, constantemente, o mais votado nas eleições nacionais e regionais, mas, nos últimos anos, os trabalhistas têm perdido para influência para o Partido Nacional Escocês, algo realçado nas eleições gerais britânicas de 2015, em que os trabalhistas elegeram, apenas, 1 deputado na Escócia.
Ideologicamente, os trabalhistas seguem uma linha social-democrata, além de apoiar a integração europeia e de serem contra a independência da Escócia.

## Resultados eleitorais

### Eleições legislativas do Reino Unido

#### Resultados referentes à Escócia
| Data    | CI. | Votos     | %            | +/-     | Deputados | +/-     | Status   |
| ------- | --- | --------- | ------------ | ------- | --------- | ------- | -------- |
| 01/1910 | 3.º | 37 852    | 5,1 / 100,0  |         | 2 / 70    |         | Oposição |
| 12/1910 | 3.º | 24 633    | 3,6 / 100,0  | 1,5     | 3 / 70    | 1       | Oposição |
| 1918    | 2.º | 265 744   | 22,9 / 100,0 | 19,3    | 6 / 71    | 3       | Oposição |
| 1922    | 1.º | 501 254   | 32,2 / 100,0 | 9,3     | 29 / 71   | 23      | Oposição |
| 1923    | 1.º | 532 450   | 35,9 / 100,0 | 3,7     | 34 / 71   | 5       | Governo  |
| 1924    | 1.º | 697 146   | 41,1 / 100,0 | 5,2     | 26 / 71   | 8       | Oposição |
| 1929    | 1.º | 937 300   | 42,3 / 100,0 | 1,2     | 36 / 71   | 10      | Governo  |
| 1931    | 2.º | 696 248   | 32,6 / 100,0 | 9,7     | 7 / 71    | 29      | Oposição |
| 1935    | 2.º | 863 789   | 36,8 / 100,0 | 4,2     | 20 / 71   | 13      | Oposição |
| 1945    | 1.º | 1 144 310 | 47,9 / 100,0 | 11,1    | 37 / 71   | 17      | Governo  |
| 1950    | 1.º | 1 259 410 | 46,2 / 100,0 | 1,7     | 37 / 71   | Estável | Governo  |
| 1951    | 1.º | 1 330 244 | 47,9 / 100,0 | 1,7     | 35 / 71   | 2       | Oposição |
| 1955    | 1.º | 1 188 058 | 46,7 / 100,0 | 1,2     | 34 / 71   | 1       | Oposição |
| 1959    | 1.º | 1 245 255 | 46,7 / 100,0 | Estável | 38 / 71   | 4       | Oposição |
| 1964    | 1.º | 1 283 667 | 48,7 / 100,0 | 2,0     | 43 / 71   | 5       | Governo  |
| 1966    | 1.º | 1 273 916 | 49,8 / 100,0 | 1,1     | 46 / 71   | 3       | Governo  |
| 1970    | 1.º | 1 197 068 | 44,5 / 100,0 | 5,3     | 44 / 71   | 2       | Oposição |
| 02/1974 | 1.º | 1 057 601 | 36,6 / 100,0 | 7,9     | 40 / 71   | 4       | Governo  |
| 10/1974 | 1.º | 1 000 581 | 36,3 / 100,0 | 0,3     | 41 / 71   | 1       | Governo  |
| 1979    | 1.º | 1 211 455 | 41,5 / 100,0 | 5,2     | 44 / 71   | 3       | Oposição |
| 1983    | 1.º | 990 654   | 35,1 / 100,0 | 6,0     | 41 / 71   | 3       | Oposição |
| 1987    | 1.º | 1 258 132 | 42,4 / 100,0 | 7,3     | 50 / 72   | 9       | Oposição |
| 1992    | 1.º | 1 142 911 | 39,0 / 100,0 | 3,4     | 49 / 72   | 1       | Oposição |
| 1997    | 1.º | 1 283 350 | 45,6 / 100,0 | 6,6     | 56 / 72   | 7       | Governo  |
| 2001    | 1.º | 1 001 173 | 43,3 / 100,0 | 2,3     | 56 / 72   | Estável | Governo  |
| 2005    | 1.º | 922 402   | 39,5 / 100,0 | 3,8     | 41 / 59   | 15      | Governo  |
| 2010    | 1.º | 1 035 528 | 42,0 / 100,0 | 2,5     | 41 / 59   | Estável | Oposição |
| 2015    | 2.º | 707 147   | 24,3 / 100,0 | 17,7    | 1 / 59    | 40      | Oposição |
| 2017    | 3.º | 717 007   | 27,1 / 100,0 | 2,8     | 7 / 59    | 6       | Oposição |
| 2019    | 3.º | 511 838   | 18,6 / 100,0 | 8,5     | 1 / 59    | 6       | Oposição |

### Eleições regionais da Escócia
| Data | Uninominal | Uninominal | Uninominal   | Uninominal | Adicional | Adicional | Adicional    | Adicional | Deputados | +/- | Status   |
| Data | CI.        | Votos      | %            | +/-        | CI.       | Votos     | %            | +/-       | Deputados | +/- | Status   |
| ---- | ---------- | ---------- | ------------ | ---------- | --------- | --------- | ------------ | --------- | --------- | --- | -------- |
| 1999 | 1.º        | 908 392    | 38,8 / 100,0 |            | 1.º       | 786 818   | 33,6 / 100,0 |           | 56 / 129  |     | Governo  |
| 2003 | 1.º        | 659 879    | 34,6 / 100,0 | 4,2        | 1.º       | 561 379   | 29,3 / 100,0 | 4,3       | 50 / 129  | 6   | Governo  |
| 2007 | 2.º        | 648 374    | 32,2 / 100,0 | 2,4        | 2.º       | 595 415   | 29,2 / 100,0 | 0,1       | 46 / 129  | 4   | Oposição |
| 2011 | 2.º        | 630 461    | 31,7 / 100,0 | 0,5        | 2.º       | 523 559   | 26,3 / 100,0 | 2,9       | 37 / 129  | 9   | Oposição |
| 2016 | 3.º        | 514 261    | 22,6 / 100,0 | 9,1        | 3.º       | 435 919   | 19,1 / 100,0 | 7,2       | 24 / 129  | 13  | Oposição |

### Eleições europeias

#### Resultados referentes à Escócia
| Data | Votos   | %          | +/  | Deputados | +/-     |
| ---- | ------- | ---------- | --- | --------- | ------- |
| 1979 | N/D     | N/D        |     | 2 / 8     |         |
| 1984 | N/D     | N/D        |     | 5 / 8     | 3       |
| 1989 | N/D     | N/D        |     | 7 / 8     | 2       |
| 1994 | N/D     | N/D        |     | 6 / 8     | 1       |
| 1999 | 283 490 | 28,7 (1.º) |     | 3 / 8     | 3       |
| 2004 | 310 865 | 26,4 (1.º) | 2,3 | 2 / 7     | 1       |
| 2009 | 229 853 | 20,8 (2.º) | 5,6 | 2 / 6     | Estável |
| 2014 | 348 219 | 25,9 (2.º) | 5,1 | 2 / 6     | Estável |